# Venere e Adone (Tiziano Londra)
Venere e Adone è un dipinto a olio su tela (177x187 cm) attribuito a Tiziano Vecellio e bottega, e databile al 1555. È conservato nella National Gallery di Londra.

## Storia e descrizione
Dopo una notte d'amore neanche Venere riesce a trattenere il giovane Adone dall'andare a caccia. Aurora è già in cielo... o forse è Venere che è già lassù, mentre ancora l'amore la trattiene qui sulla terra? Ma i cani sono già pronti, Amore dorme ancora... il cacciatore deve partire. Tra gli alberi, laggiù, la morte è in agguato sotto forma di un cinghiale.
Questa versione del dipinto di Tiziano del mito di Adone innamorato di Venere, è tratta, come le altre, da Ovidio. Il dipinto può essere considerato emblematico della reinterpretazione del mito da parte dell'artista cadorino: è meglio per l'uomo tenersi lontano dalla divinità, perché potrà derivargli solo maggior disgrazia.
In questo senso vanno lette tutte le «poesie», cioè i quadri a soggetto mitologico che Tiziano eseguirà per la corte imperiale (Carlo V e poi Filippo II). Si tenga anche conto che, come per Danae, questo particolare soggetto ebbe molto successo e quindi Tiziano e la sua bottega ne eseguirono almeno sette versioni, compresa la prima, conservata al Prado di Madrid.
Rispetto a quest'ultima le differenze sono molto poche: il personaggio di Adone è più giovane, la figura in cielo è più dettagliata e rappresenta Aurora oppure la stessa Venere, la presenza del cinghiale tra gli alberi, preannuncio di morte per il giovane cacciatore.
Il dipinto è una delle 38 tele della Collezione di John Julius Angerstein, acquisita nel 1824 dal governo britannico per 57.000 sterline e che costituiscono il nucleo fondante della National Gallery.

## Altre versioni

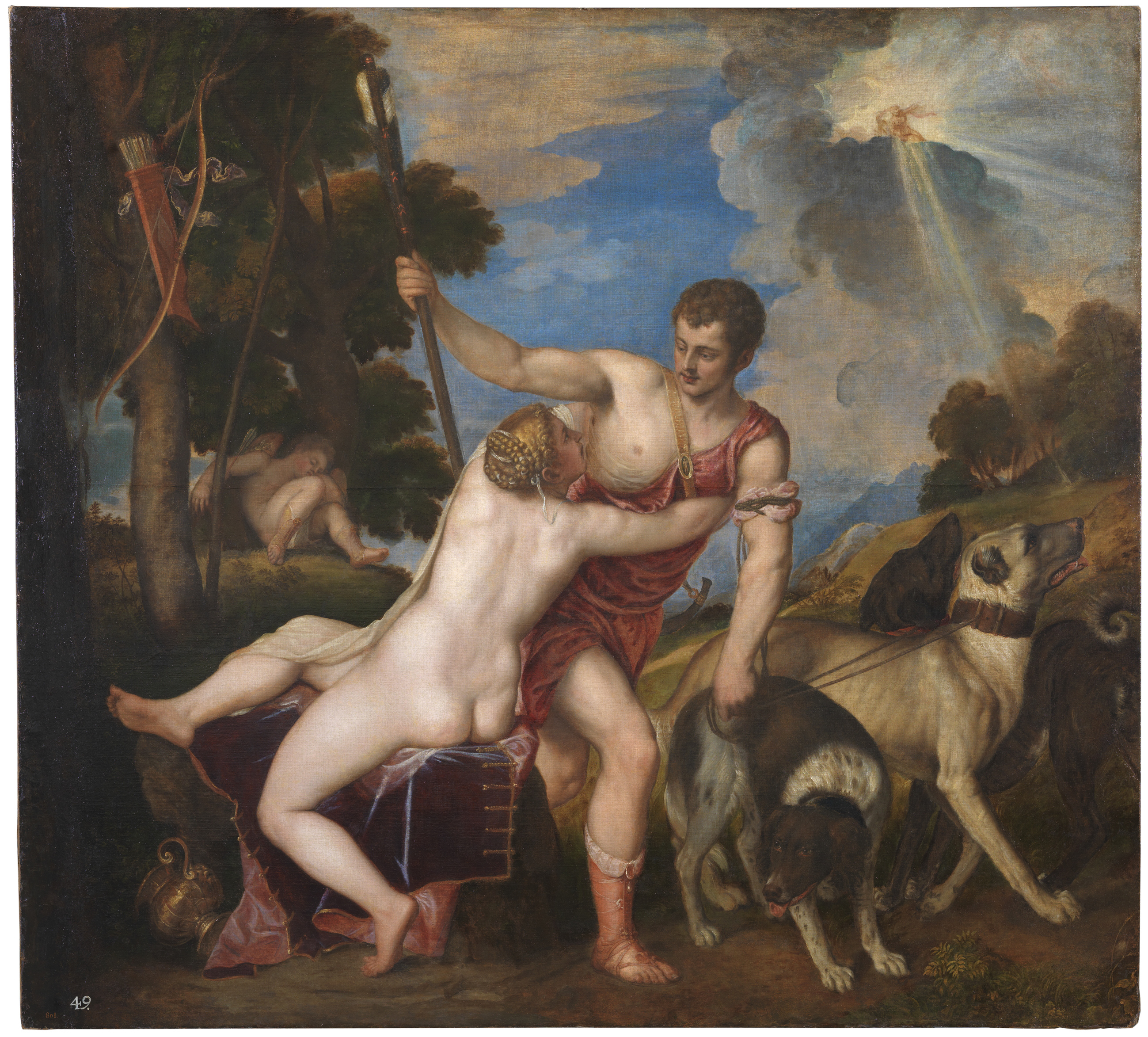
Tiziano Vecellio, Venere e Adone, 1553 ca, Madrid, Museo del Prado
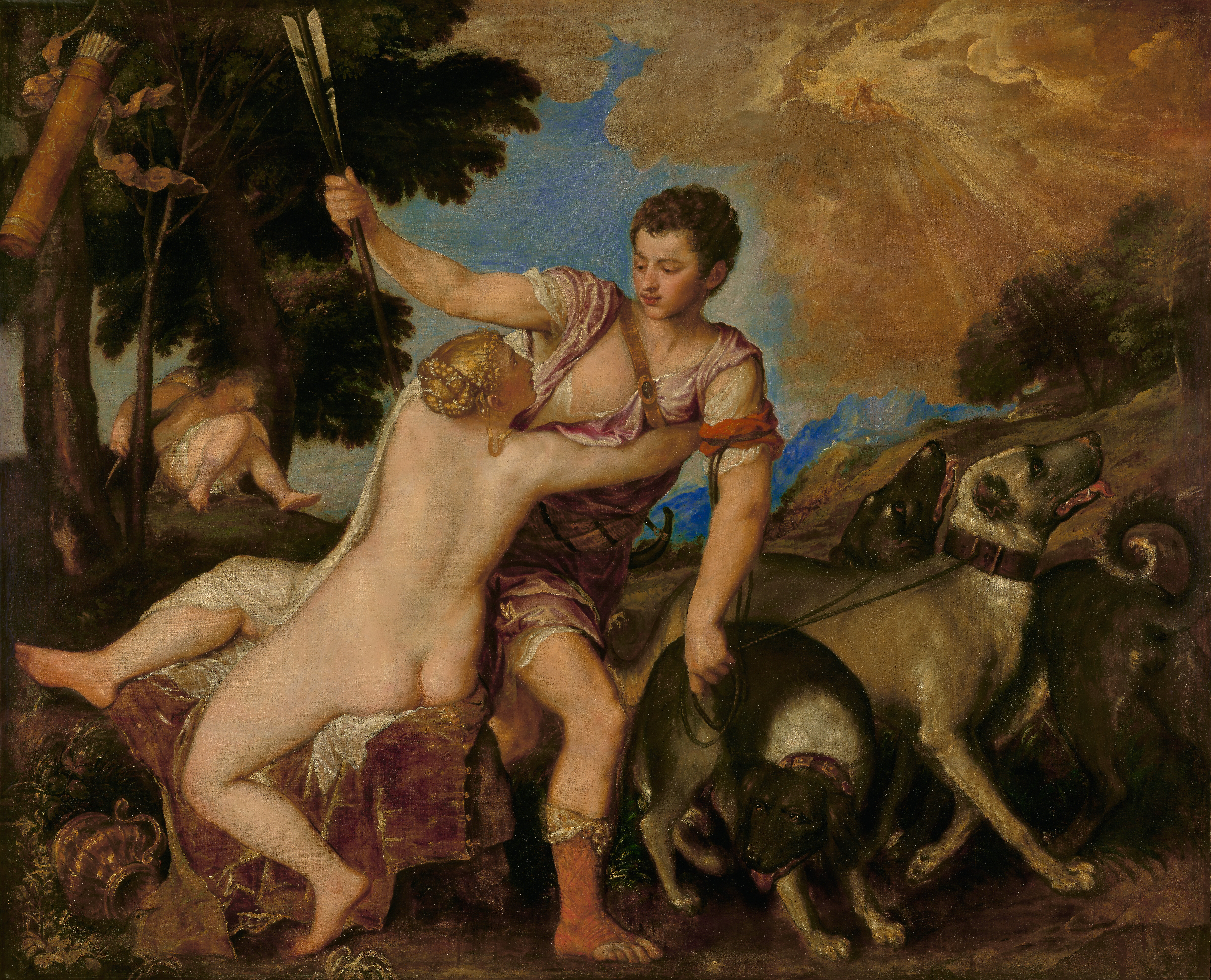
Tiziano Vecellio, Venere e Adone, 1555 - 1560, Los Angeles, Getty Museum
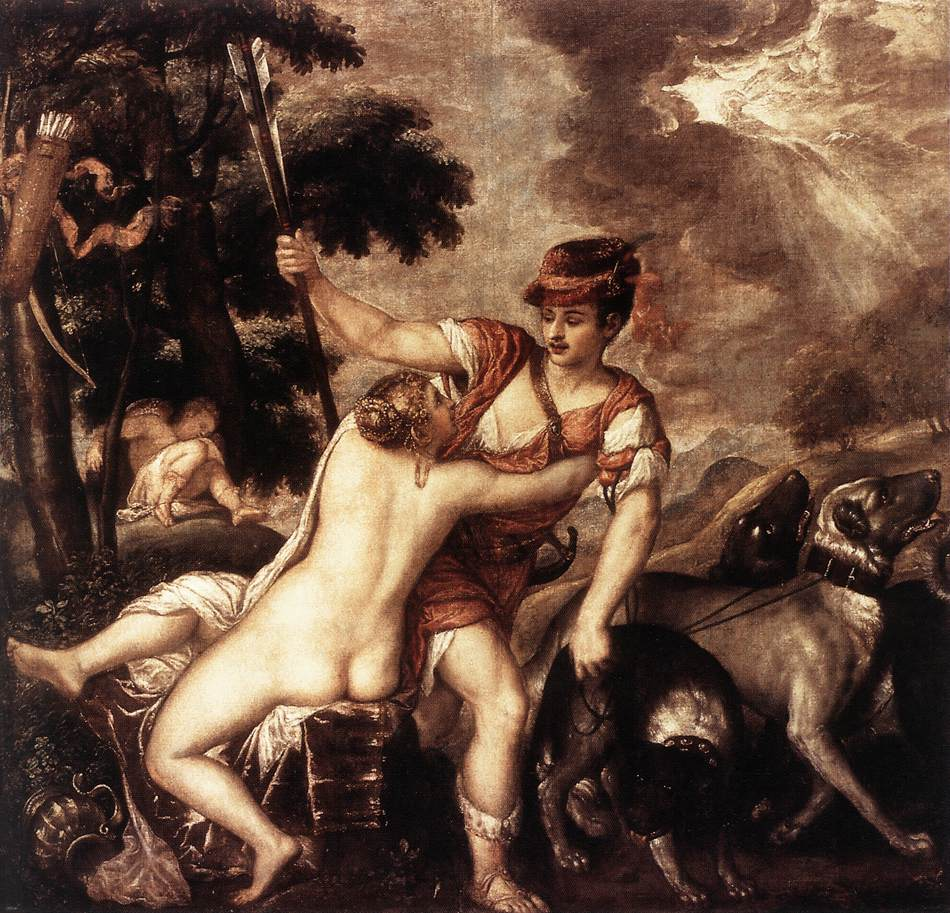
Tiziano Vecellio, Venere e Adone, 1555 ca, Roma, Galleria nazionale d'arte antica
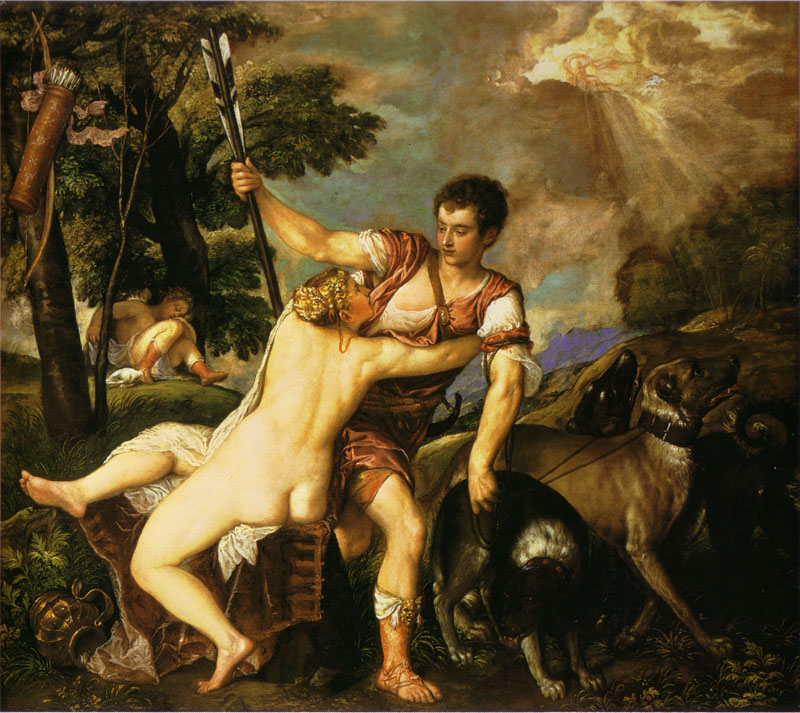
Tiziano Vecellio, Venere e Adone, 1560 ca, Collezione privata, temp. Oxford, Ashmolean Museum
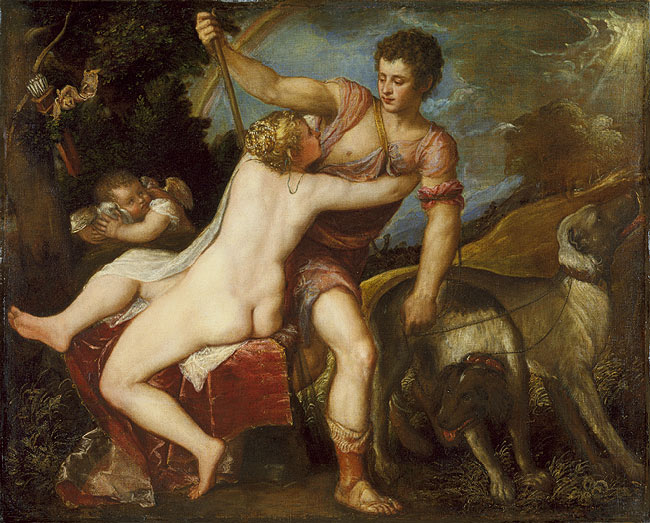
Tiziano Vecellio, Venere e Adone, 1560 ca, New York, Metropolitan Museum of Art
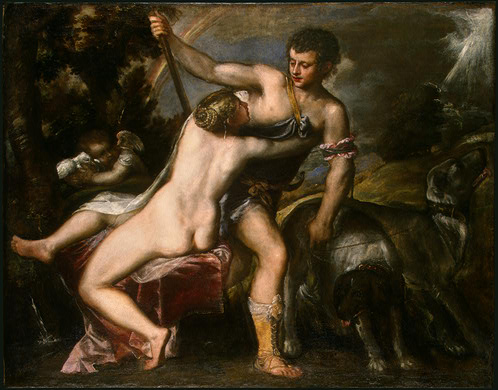
Tiziano Vecellio, Venere e Adone, 1560 ca, Washington, National Gallery of Art